# Rhythm of Love
Rhythm of Love ist das dritte Studioalbum der australischen Popsängerin Kylie Minogue. Es erschien im November 1990.

## Geschichte
Das Album war das erste, das von Minogue mitgeschriebene Songs enthielt. Es wurde von Stock Aitken Waterman (Stücke 1–5, 7 und 9), Keith Cohen (8, 10 und 11), Stephen Bray (10 und 11) sowie Michael Jay (6) produziert. Mit dem Album wandelte sich Minogues Image zunehmend vom Bubblegum-Pop hin zu einem zeitgemäßeren Dance-Pop-Sound. Insgesamt wurde mehr Wert auf die Produktion eines stärkeren Albums gelegt statt ausschließlich auf starke Singles. Damals war Minogue mit INXS-Sänger Michael Hutchence befreundet, der Minogues Wandlung beeinflusste.

## Erfolg und Kritik
Chris True von Allmusic nannte die Platte Minogues „beste Veröffentlichung der Stock-Aitken-Waterman-Ära“. Das Songwriting sei stärker, die Produktion dynamischer als bei den Vorgängern. Die Wertung lag bei drei von fünf Sternen. Die Seite Digital Spy vergab vier von fünf Sternen. Das Album erreichte Platz 9 und Goldstatus in Großbritannien und Platz zehn in ihrem Heimatland Australien.

## Titelliste
1. Better the Devil You Know
2. Step Back in Time
3. What Do I Have to Do?
4. Secrets
5. Always Find the Time
6. The World Still Turns
7. Shocked
8. One Boy Girl
9. Things Can Only Get Better
10. Count the Days
11. Rhythm of Love

## Kommerzieller Erfolg

### Chartplatzierungen
| ChartsChartplatzierungen     | Höchstplatzierung | Wochen |
| ---------------------------- | ----------------- | ------ |
| Australien (ARIA)            | 10 (20 Wo.)       | 20     |
| Vereinigtes Königreich (OCC) | 9 (23 Wo.)        | 23     |

### Auszeichnungen für Musikverkäufe
| Land/Region                  | Auszeichnungen für Musikverkäufe (Land/Region, Auszeichnung, Verkäufe) | Verkäufe |
| ---------------------------- | ---------------------------------------------------------------------- | -------- |
| Australien (ARIA)            | Platin                                                                 | 70.000   |
| Spanien (Promusicae)         | Gold                                                                   | 50.000   |
| Vereinigtes Königreich (BPI) | Gold                                                                   | 100.000  |
| Insgesamt                    | 2× Gold · 1× Platin ·                                                  | 220.000  |

Hauptartikel: Kylie Minogue/Auszeichnungen für Musikverkäufe